# Leichtathletik-Länderkampf 1921 Schweiz – Deutschland
| Einziger Leichtathletik-Länderkampf mit deutscher Beteiligung 1921 | Einziger Leichtathletik-Länderkampf mit deutscher Beteiligung 1921 |
| ------------------------------------------------------------------ | ------------------------------------------------------------------ |
|                                                                    |                                                                    |
| Ländervergleich Schweiz – Deutschland                              |                                                                    |
| Austragungsort                                                     | Basel                                                              |
| Wettbewerbe                                                        | 14                                                                 |
| Datum                                                              | 4. September 1921                                                  |
| 1. Deutschland 2. Schweiz                                          | 51 Punkte 77 Punkte                                                |
| Chronik                                                            |                                                                    |
|                                                                    | einziger LK 1922:00 SUI-GER →                                      |

Der 1. Leichtathletik-Länderkampf mit deutscher Beteiligung wurde am 4. September 1921 ausgetragen. In diesem ersten deutschen Länderkampfjahr fand wie auch in den Jahren bis einschließlich 1924 nur ein Ländervergleich statt. Gegner der deutschen Mannschaft war die Schweiz, Austragungsort war die Stadt Basel. Beteiligt waren in diesen Anfangsjahren nur Männer, die Frauen kamen 1928 zu ihrem ersten Länderkampf, dem Jahr, in dem Frauen in der Leichtathletik auch zum ersten Mal an Olympischen Spielen teilnehmen durften. Die beiden Länder Schweiz und Deutschland trugen mit Ausnahme des Olympiajahres 1936 bis einschließlich 1938 in jedem der folgenden Jahre einen Länderkampf aus.

## Modus
Schon bei diesem ersten Länderkampf der deutschen Leichtathletikgeschichte traten zwei Athleten je Wettbewerb gegeneinander an – ein Modus, der sich bei Länderkämpfen in späteren Jahren fest etablierte. Gewertet wurde hier allerdings noch anders: In den Einzeldisziplinen war die Platzierung identisch mit den vergebenen Punkten. In den beiden Staffeln brachte Platz eins einen Punkt und das Team auf Rang zwei erhielt drei Punkte. Es handelte sich also um ein System von Strafpunkten, aus der die Mannschaft mit der niedrigeren Punktzahl als Sieger hervorging.

## Legende
Kurze Übersicht zur Bedeutung der Symbolik – so üblicherweise auch in sonstigen Veröffentlichungen verwendet:
| DNF   | nicht im Ziel (did not finish) |
| DSQ   | disqualifiziert                |
| k. A. | keine Angabe                   |

## Resultate Männer

### 100 m
| Platz | Athlet          | Land | Zeit (s) |
| ----- | --------------- | ---- | -------- |
| 1     | Josef Imbach    | CHE  | 000011,1 |
| 2     | Hubert Houben   | GER  | k. A.    |
| 3     | Hans Senftleben | GER  | k. A.    |
| 4     | Willi Moser     | CHE  | ca. 11,2 |

### 200 m
| Platz | Athlet           | Land | Zeit (s) |
| ----- | ---------------- | ---- | -------- |
| 1     | Hubert Houben    | GER  | 000024,6 |
| 2     | Josef Imbach     | CHE  | 000024,6 |
| 3     | Heinrich Schuler | CHE  | ca. 24,8 |
| 4     | Ernst Krüger     | GER  | ca. 25,1 |

### 400 m
| Platz | Athlet               | Land | Zeit (s) |
| ----- | -------------------- | ---- | -------- |
| 1     | Hans Kindler         | CHE  | 56,0     |
| 2     | Willi Dünker         | GER  | k. A.    |
| 3     | Karl Ritter von Halt | GER  | k. A.    |
| 4     | Reinle               | CHE  | k. A.    |

Willi Dünker erreichte das Ziel als Erster in 55,7 s, wurde jedoch wegen Verlassens seiner Bahn auf den zweiten Platz gesetzt.

### 800 m
| Platz | Athlet             | Land | Zeit (min) |
| ----- | ------------------ | ---- | ---------- |
| 1     | Paul Martin        | CHE  | 2:15,0     |
| 2     | Walter Kern        | GER  | 2:16,6     |
| 3     | August Baggenstoss | CHE  | k. A.      |
| 4     | Georg Scheer       | GER  | k. A.      |

### 1500 m
| Platz | Athlet                 | Land | Zeit (min) |
| ----- | ---------------------- | ---- | ---------- |
| 1     | Friedrich-Franz Köpcke | GER  | 4:36,0     |
| 2     | Georg Scheer           | GER  | 4:55,3     |
| 3     | Oscar Garin            | CHE  | k. A.      |

Die Schweiz stellte nur einen Teilnehmer.

### 5000 m
| Platz | Athlet         | Land | Zeit (min) |
| ----- | -------------- | ---- | ---------- |
| 1     | Emil Bedarff   | GER  | 18:13,6    |
| 2     | William Marthe | CHE  | 18:20,8    |
| 3     | Gregor Vietz   | GER  | 19:04,2    |
| DNF   | Alfred Gaschen | CHE  |            |

### 4 × 100 m Staffel
| Platz | Besetzung       | Land                                                     | Zeit (s) |
| ----- | --------------- | -------------------------------------------------------- | -------- |
| 1     | Deutsches Reich | Hans Senftleben Ernst Krüger Josef Schmidt Hubert Houben | k. A.    |
| 2     | Schweiz         | Heinrich Schuler Robert Steiner Willi Moser Josef Imbach | k. A.    |

### Olympische Staffel (800m – 400m – 200m – 100m)
| Platz | Besetzung       | Land                                                         | Zeit (min) |
| ----- | --------------- | ------------------------------------------------------------ | ---------- |
| 1     | Schweiz         | Paul Martin Hans Kindler Josef Imbach Robert Steiner         | 3:52,8     |
| 2     | Deutsches Reich | Friedrich-Franz Köpcke Willi Dünker Karl Fritz Josef Schmidt | k. A.      |

### Hochsprung
| Platz | Athlet           | Land | Höhe (m) |
| ----- | ---------------- | ---- | -------- |
| 1     | Henry Schumacher | GER  | 1,70     |
| 2     | Arthur Holz      | GER  | 1,65     |
| 3     | Guhl             | CHE  | 1,60     |
| 3     | René Bleuer      | CHE  | 1,60     |

### Stabhochsprung
| Platz | Athlet          | Land | Weite (m) |
| ----- | --------------- | ---- | --------- |
| 1     | Ludwig Gaim     | GER  | 3,28      |
| 2     | Ernst Gerspach  | CHE  | 3,18      |
| 3     | Heinrich Fricke | GER  | 3,10      |
| 4     | Boser           | CHE  | k. A.     |

### Weitsprung
| Platz | Athlet           | Land | Weite (m) |
| ----- | ---------------- | ---- | --------- |
| 1     | Henry Schumacher | GER  | 6,55      |
| 2     | Ernst Söllinger  | GER  | 6,40      |
| 3     | Ernst Gerspach   | CHE  | 6,18      |
| 4     | Robert Steiner   | CHE  | 5,70      |

### Kugelstoßen
| Platz | Athlet               | Land | Weite (m) |
| ----- | -------------------- | ---- | --------- |
| 1     | Ernst Söllinger      | GER  | 12,29     |
| 2     | Karl Ritter von Halt | GER  | 12,26     |
| 3     | Otto Garnus          | CHE  | 11,52     |
| 4     | Boser                | CHE  | 11,35     |

### Diskuswurf
| Platz | Athlet               | Land | Weite (m) |
| ----- | -------------------- | ---- | --------- |
| 1     | Gustav Steinbrenner  | GER  | 42,32     |
| 2     | Heinrich Buchgeister | GER  | 41,70     |
| 3     | Ernst Gerspach       | CHE  | 37,32     |
| 4     | Bernard Guggenheim   | CHE  | 35,60     |

### Speerwurf
| Platz | Athlet               | Land | Weite (m) |
| ----- | -------------------- | ---- | --------- |
| 1     | Heinrich Buchgeister | GER  | 53,62     |
| 2     | Walter Lüdeke        | GER  | 51,20     |
| 3     | Willi Moser          | CHE  | 42,50     |
| 4     | Robert Steiner       | CHE  | 41,50     |